# سالم خميس
سالم خميس (مواليد 19 سبتمبر 1980) هو لاعب كرة قدم إماراتي يلعب مع نادي الشارقة كلاعب وسط . مثّل منتخب الإمارات العربية المتحدة لكرة القدم.
مثل سابقاً أندية الأهلي والنصر و الشارقة وعجمان و العربي ومصفوت .

## روابط خارجية
- سالم خميس على موقع الاتحاد الدولي (مؤرشف)  (الإنجليزية)
- سالم خميس على موقع قاعدة بيانات كرة القدم.إي يو (الإنجليزية)
- سالم خميس على موقع ناشيونال فوتبول تيمز (الإنجليزية)
- سالم خميس على موقع كووورة